# Neuraminsäure

Fischer-Projektion von Neuraminsäure

Neuraminsäure (IUPAC: 5-Amino-3,5-didesoxy-D-glycero-β-D-galacto-non-2-ulosonsäure, kurz: Neu) ist eine Aminozuckersäure vom Typ einer Ulosonsäure bzw. Ketoaldonsäure. Das bedeutet, dass in der hypothetischen offenkettigen Form in der 2-Position eine Carbonylgruppe vorliegen würde (α-Ketocarbonsäure). Die Neuraminsäure besteht aus einer linearen, neun Kohlenstoffatome langen Kette (daher „Nonulosonsäure“), wobei die Konfiguration der Kohlenstoffatome 4 bis 7 derjenigen von Galaktose entspricht. Dazu kommt ein weiteres Stereozentrum, welches in der Fischer-Projektion ebenfalls D-konfiguriert ist (Position 8). Daher rührt der gemäß IUPAC-Nomenklatur konkatenierte Stammname D-glycero-β-D-galacto-nonulosonsäure. Wichtig ist bei dieser Systematik, dass man im Hinblick auf die Lokanten nicht wie etwa bei Hexosen üblich am anomeren Zentrum zu zählen beginnt, sondern bereits an der Carboxygruppe. Das anomere Zentrum befindet sich also im vorliegenden Fall an Position 2.
Chemisch hingegen kann die Neuraminsäure als formales Kondensationsprodukt von Pyruvat mit Mannosamin gesehen werden. Hierbei wäre die Unterteilung der Kohlenstoffkette umgekehrt zu der des systematischen Namens; die ersten drei Kohlenstoffatome kämen vom Pyruvat und die letzten sechs vom Mannosamin. Bekannt ist diese Kondensationsreaktion für reine Neuraminsäure zwar nicht, jedoch für am Stickstoff geschützte Derivate wie z. B. die bekannteste N-Acetylneuraminsäure (Neu5Ac) schon.
Die Derivate der Neuraminsäure werden zusammenfassend als Sialinsäuren bezeichnet, wobei dieser Gruppenbegriff auch noch weiter abgewandelte Stoffe abdeckt; etwa solche Derivate, in denen statt der Aminogruppe die übliche Hydroxygruppe vorliegt.

## Geschichte
Die Neuraminsäure wurde 1941 von Ernst Klenk entdeckt und benannt. Den Trivialnamen wählte er im Zusammenhang des natürlichen Vorkommens der Neuraminsäure im Gehirn, wo sie aber nicht in freier Form vorhanden ist, sondern als Teil eines Gangliosids. Die Isolation aus Gehirn war deswegen und auch wegen der Empfindlichkeit der Neuraminsäure etwa gegenüber Säuren besonders anspruchsvoll. Bei der Isolation halfen Klenk unter anderem die früheren Arbeiten von Gunnar Blix.
Unglücklicherweise gelang Klenk die richtige Strukturaufklärung der Neuraminsäure auch nach drei Jahren der Versuche (1953–1956) nicht. Während ihm der Strukturvorschlag von A. Gottschalk aus 1955 bereits bekannt war, der zwar keine Information über die Konfiguration enthielt, ansonsten aber richtig war, lehnte er diesen aufgrund von falschen Schlussfolgerungen innerhalb seiner eigenen Analysen ab. Schon von der Summenformel hatte Klenk eine falsche Vorstellung; er ging von C10H19NO9 aus, was einer zusätzlichen Methylolgruppe entspräche. Darauf, dass schon diese Summenformel nicht mit den Vorschlägen anderer Forschergruppen wie etwa auch der japanischen Forscher Yamakawa und Suzuki oder dem erwähnten Gottschalk in Einklang zu bringen war, ging er argumentativ nicht ein, obwohl beide fremden Vorschläge von der richtigen Summenformel ausgingen, lediglich die Konstitution wurde von der japanischen Gruppe leicht verfehlt. Darüber hinaus bestand in Klenks Publikation Uneindeutigkeit darüber, ob seine behauptete Summenformel sich nun auf die freie Neuraminsäure, oder etwa auf deren Methylglykosid bezog, wiewohl er die Summenformel in der Zusammenfassung mit letzterem Derivat in Verbindung brachte und bereits in der Einleitung unklare Formulierungen in Bezug auf die Summenformel verwendete.

Strukturvorschläge für Neuraminsäure aus den 1950er Jahren
E. Klenk
Yamakawa u. Suzuki
A. Gottschalk

## Vorkommen
Neuraminsäure selbst wird in der Natur nicht angetroffen, jedoch sind ihre Derivate als Teile von Glykoproteinen und anderen Biomolekülen, wie beispielsweise Glycolipiden, allgegenwärtig. Die Neuraminsäure-Strukturen befinden sich an der Oberfläche von Zellen. Ein besonders prominentes Vorkommen von Neuraminsäure-Derivaten ist das Mucin der Glandula submandibularis (Unterkieferspeicheldrüse), aus dem auch der Entdecker Klenk diese schon isolierte. Auch in Mucinen des Urin sowie in Erythrozytenstroma von Rindern wurden sie schon nachgewiesen.

## Biologische Bedeutung
Neuraminsäure-Derivate sind für Zell-Zell-Wechselwirkungen relevant. Beispielsweise sorgt der stark saure Charakter der Neuraminsäure für die elektrisch negative Oberflächenladung von Erythrozyten, was für die Fähigkeit zur Agglutination von Bedeutung ist. Bestimmte Pathogene haben beispielsweise die Eigenschaft, die Neuraminsäure-Einheiten auf der Zelloberfläche abzuspalten, wodurch die Agglutinationsfähigkeit nach einiger Zeit verloren geht. Diese enzymatische Abspaltung der Neuraminsäureeinheiten ist sogar von so hoher Bedeutung, dass Influenzaviren entsprechend der Ausprägung ihrer Neuraminidasen und Hämagglutinine klassifiziert werden (H#N#-Nomenklatur).

## Nachweis
Neuraminsäure bildet in der Bial-Probe einen rotvioletten Farbstoff von unbekannter Struktur. Die Ehrlich-Probe ist rot.